# Alvorada de Minas
Alvorada de Minas es un municipio brasileño del estado de Minas Gerais. Su población estimada en 2007 era de 3.482 habitantes. En los primeros años del siglo XVIII, la población era denominada Santo Antônio del Río del Peixe, o simplemente Río del Peixe estando ligada en las actividades mineras del Serro Frio.

## Historia
La antigua población fue elevada a distrito en 1836 y después, elevado a municipio en 1841, teniendo como primer mandatario al Padre Silvério Teixeira Coelho. La parroquia fue construida en 1846 y restaurada en 1857.
El entonces "Río del Peixe" fue progresando lentamente y en 1962 fue emancipado, separándose del municipio de Serro, pasando a ser sede de municipio, con la actual denominación de Alvorada de Minas. Posee un área de 374,9 km² y es compuesto por la sede y el distrito de Itapanhoacanga con un folclore rico en las tradiciones de Bumba Meu Buey, Folia de Reyes y Marujada.
Alvorada de Minas está a 210 km de Belo Horizonte, capital del estado, a través de la carretera MG-010.